# فاليريا سافينيخ
فاليريا سافينيخ (بالروسية: Савиных, Валерия Дмитриевна) مواليد 20 فبراير 1991 في الاتحاد السوفيتي، هي لاعبة كرة مضرب روسية تلعب باليد اليمنى. أعلى تصنيف لها في الفردي كان 99. أعلى تصنيف لها في الزوجي كان 109.

## النهائيات

### الزوجي: 1 (0–1)
|  |

| الحصيلة | الرقم | التاريخ     | الدورة        | الأرضية | الشريك       | المنافس في النهائي                      | النتيجة في النهائي |
| ------- | ----- | ----------- | ------------- | ------- | ------------ | --------------------------------------- | ------------------ |
| الوصافة | 1.    | 2 مارس 2013 | فلوريانوبوليس | صلبة    | آن كيوثافونج | أنابيل ميدينا غاريغيس ياروسلافا شفيدوفا | 0–6, 4–6           |

## روابط خارجية
- فاليريا سافينيخ على موقع رابطة محترفات التنس (الإنجليزية)
- فاليريا سافينيخ على موقع الاتحاد الدولي لكرة المضرب (الإنجليزية)
- فاليريا سافينيخ على موقع خلاصة التنس.كوم (الإنجليزية)
- فاليريا سافينيخ على موقع إي إس بي إن.كوم (الإنجليزية)